# Louise Monot

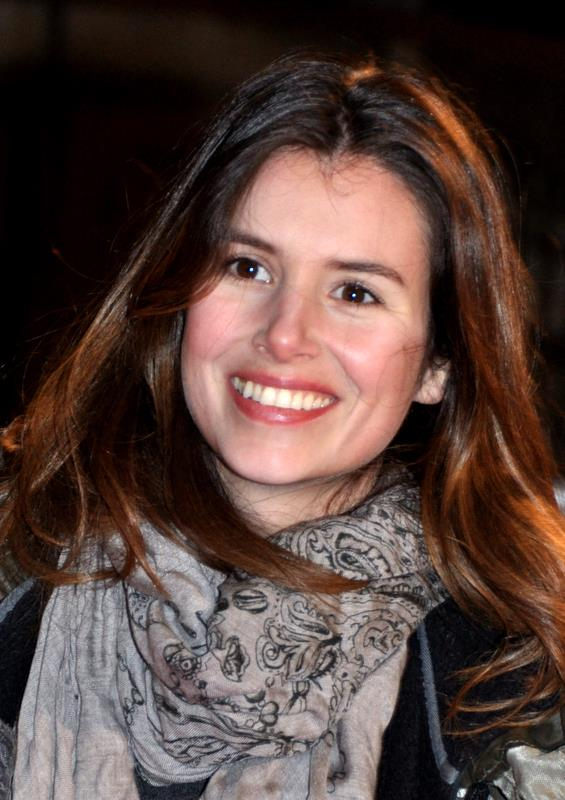
Louise Monot (2013)

Louise Monot (* 30. Dezember 1981 in Paris) ist eine französische Schauspielerin.
Ihre Karriere begann sie als Model. 2006 trat sie in dem Spielfilm Der Geizige auf. Im Jahr 2009 spielte sie die zweite Hauptrolle im Film OSS 117 – Er selbst ist sich genug.

## Filmografie (Auswahl)
- 2000: Un homme en colère
- 2002: La vie devant nous
- 2007: La prophétie d’Avignon
- 2007: Tatt av kvinnen
- 2008: MR 73 – Bis dass der Tod dich erlöst (MR 73)
- 2009: OSS 117 – Er selbst ist sich genug (OSS 117: Rio ne répond plus)
- 2010: Mademoiselle Drot
- 2010: Kleine wahre Lügen (Les petits mouchoirs)
- 2012: Plan de Table
- 2013: Le général du roi
- 2013: Liebe und andere Turbulenzen (Girl on a Bicycle)
- 2014: The After (Fernsehfilm)
- 2014: Mary Higgins Clark: Mysteriöse Verbrechen – Warte, bis Du schläfst (Collection Mary Higgins Clark, la reine du suspense; Fernsehserie, Folge: Où-es tu maintenant?)
- 2015: Malaterra (Fernsehserie, 8 Folgen)
- 2018: Murdoch Mysteries (Fernsehserie, 1 Folge)
- 2018: Mémoire de sang (Fernsehfilm)
- 2019–2020: Une belle histoire (Fernsehserie, 8 Folgen)
- 2022: Marion (Fernsehserie, 6 Folgen)
- 2023: Nouveaux Meurtres à Saint-Malo (Fernsehfilm)
- 2024: Tout cela je te le donnerai (Fernsehserie, 6 Folgen)
- 2024: Le Remplaçant (Fernsehserie, 4 Folgen)
- 2024: Père Noël à domicile (Fernsehfilm)